# Wiaczesław Andriuszczenko
Wiaczesław Igoriewicz Andriuszczenko, ros. Вячеслав Игоревич Андрющенко; biał. Вячаслаў Ігаравіч Андрушчанка – Wiaczasłau Iharawicz Andruszczanka (ur. 4 lipca 1989 w Mińsku) – białoruski hokeista pochodzenia rosyjskiego. Reprezentant Białorusi.
Jego ojciec Igor (ur. 1967) pochodzący z dalekiego wschodu obecnej Rosji (Komsomolsk nad Amurem), był hokeistą i został trenerem hokejowym.

## Kariera
- Dynama Mińsk 2 (2006-2008)
- HK Szynnik Bobrujsk (2008-2009)
- HK Kieramin Mińsk / HK Kieramin Mińsk 2 (2009-2010)
- MHK Junost' Mińsk / Junior Mińsk (2010-2011)
- Mietałłurg Żłobin (2011-2013)
- Rubin Tiumeń (2013)
- Jużnyj Urał Orsk (2013-2014)
- Nieftianik Almietjewsk (2014)
- Nieftiechimik Niżniekamsk (2014-2015)
- Sputnik Niżny Tagił (2015-2016)
- Saryarka Karaganda (2016-2017)
- Zauralje Kurgan (2017)
- Sokoł Krasnojarsk (2017-2018)
- Chimik Woskriesiensk (2018-2020)
- Jużnyj Urał Orsk (2020-2021)
- Mietałłurg Żłobin (2021-)

Pochodzi z Kraju Ałtajskiego na terenie obecnej Rosji. Występował w klubach ekstraligi białoruskiej. Następnie grał w klubach rosyjskiej ligi WHL: od czerwca 2014 w Rubinie Tiumeń, od 2013 do 2014 w Jużnym Urale Orsk, w 2014 w Nieftianiku Almietjewsk. Od grudnia 2014 zawodnik Nieftiechimika Niżniekamsk w lidze KHL. Od maja 2015 zawodnik Sputnika Niżny Tagił. Od czerwca 2016 do stycznia 2017 zawodnik Saryarki Karaganda. Od stycznia 2017 zawodnik Zauralje Kurgan. Od maja 2017 zawodnik Sokoła Krasnojarsk. Od maja zawodnik Łady Togliatti, w październiku 2018 przedłużył kontrakt o rok. Na początku 2020 został zwolniony z Łady. W maju 2021 ponownie trafił do Mietałłurga Żłobin.
Został reprezentantem Białorusi. Uczestniczył w turnieju mistrzostw świata w 2013.

## Sukcesy
Klubowe
- Złoty medal mistrzostw Białorusi: 2012, 2022 z Mietałłurgiem Żłobin
- Srebrny medal mistrzostw Białorusi: 2013 z Mietałłurgiem Żłobin
- Drugie miejsce w Pucharze Kontynentalnym: 2013 z Mietałłurgiem Żłobin

Indywidualne
- Wysszaja Chokkiejnaja Liga (2017/2018):
  - Pierwsze miejsce w klasyfikacji strzelców w sezonie zasadniczym: 25 goli[17]
  - Piąte miejsce w klasyfikacji kanadyjskiej w sezonie zasadniczym: 44 punkty[18]